# Turki bin Talal Al Sa'ud
Turkī bin Ṭalāl Āl Saʿūd (in arabo تركي بن طلال بن عبد العزيز آ ل سعود‎?; 11 maggio 1968) è un principe e militare saudita, membro della famiglia reale Al Saʿūd.

## Primi anni di vita e formazione
Il principe Turki è nato l'11 maggio 1968 ed è il quarto figlio del principe Talal bin Abd al-Aziz Al Sa'ud. Sua madre è Moudie bint Abdul Mohsen Alangary Al Tamimi.
Dopo aver conseguito una laurea in scienze politiche, si è diplomato alla Royal Military Academy di Sandhurst e all'Accademia di aviazione dell'esercito statunitense.

## Carriera
Il principe Turki è stato colonnello pilota dell'Aviazione della Reale Forza Terrestre saudita. Inoltre, è rappresentante personale del padre e presidente della Fondazione Mentore.
Il 27 dicembre 2018 re Salman lo ha nominato governatore della provincia di Asir.

## Vita personale
Turki bin Talal è sposato con Sara, figlia del defunto re Abd Allah, e ha quattro figli, un maschio e tre femmine.